# Magnolia, Ohio
Magnolia là một làng thuộc quận Stark, tiểu bang Ohio, Hoa Kỳ. Năm 2010, dân số của làng này là 978 người.

## Dân số
- Dân số năm 2000: 931 người.
- Dân số năm 2010: 978 người.